# Праздники СССР
В СССР ежегодно праздновались День Красной (советской) армии (23 февраля) и День Великой Октябрьской социалистической революции (7 ноября). В первый праздник ежегодно демонстрировался фильм «Чапаев», во второй — «Ленин в Октябре» и «Ленин в 1918 году», где ясно были обозначены образы «своих» (большевики, народные массы, выходцы из низов) и «чужих» (монархисты, Белая армия, буржуи, представители Антанты). День Октябрьской революции отмечали массовыми демонстрациями, в которых была обязана принимать участие советская общественность. В отдельных предприятия и районы города формировались свои колонны, несущие красные флаги и транспаранты, в том числе портреты основателей государства и его текущих руководителей, подчеркивая историческую преемственность. Участие в данных мероприятиях являлось обязательным, хотя и рассматривалось как почетная обязанность, а отказ вызывал подозрения в антисоветских настроениях и грозил неприятностями.

## Перечень праздников
В таблице приведены наиболее существенные праздники.
| Дата                         | Название                                                                            | Примечание |
| ---------------------------- | ----------------------------------------------------------------------------------- | --- |
| 1 января (нерабочий день)    | Новый год                                                                           | С 1898 года является выходным днём. С 1930 по 1947 гг. являлся рабочим днём. |
| 7 января (нерабочий день)    | Рождество                                                                           | Православное Рождество по старому (юлианскому) стилю. День был нерабочим до 1927 года. С 1991 года снова является нерабочим днём. |
| 22 января (нерабочий день)   | Кровавое воскресенье                                                                | Являлся нерабочим днём в ознаменование жертв 9 января. В некоторых календарях также отмечался как день памяти Ленина, умершего на день раньше. 21 и 22 января отмечались чёрной рамкой. Отменён в 1951 году. |
| 23 февраля                   | День Советской Армии и Военно-морского флота СССР                                   | Дата для этого праздника выбрана в честь побед Красной армии над войсками кайзеровской Германии в 1918 году под Псковом и Нарвой. Отмечается с 1922 года; до 1949 года носил название «День Красной армии и Флота». С 1993 года называется «День защитника Отечества». С 2002 года является нерабочим днём. |
| 8 марта (нерабочий день)     | Международный женский день                                                          | С 1965 года является нерабочим днём. |
| 12 марта                     | Низвержение самодержавия                                                            | Праздник был приурочен к годовщине Февральской революции (буржуазной) и установлен в 1918 году, но просуществовал недолго. В 1929 его отменили в городах, а в 1940 году и в сельской местности. |
| 18 марта                     | День Парижской коммуны                                                              | Праздник был установлен Лениным, так как он считал Парижскую Коммуну первым в истории примером диктатуры пролетариата. Просуществовал с 1918—1929 гг., в сельской местности до 1940 г. |
| 12 апреля                    | День космонавтики                                                                   | День запуска первого человека Юрия Гагарина в космос в 1961 году. |
| 22 апреля                    | День рождения Ленина                                                                | |
| 1 и 2 мая (нерабочие дни)    | День Интернационала → День международной солидарности трудящихся или Золотая неделя | В 1917 году (ещё до установления Советской власти) в День международной солидарности рабочего класса было первое открытое (не подпольное) отмечание рабочими. С 1918 года 1 мая стало официальным государственным праздником с названием «День Интернационала» и нерабочим днём; с 1928 года добавился нерабочий день 2 мая. В 1970 году праздник переименован в «День международной солидарности трудящихся». С 1992 года называется «Праздник весны и труда».                        |
| 9 мая (нерабочий день)       | Праздник Победы                                                                     | Празднуется в день безоговорочной капитуляции нацистской Германии в Великой Отечественной войне в 1945 году. С 1945 по 1947 годы являлся нерабочим днём. Указом от 23 декабря 1947 года вместо 9 мая нерабочим был объявлен день 1 января. Возобновлён как нерабочий день в 1965 году. |
| 19 мая                       | День пионерии                                                                       | Отмечается с 1922 года, со дня принятия решения создания пионерских организаций. |
| 3 сентября (нерабочий день)  | День победы СССР над милитаристской Японией                                         | Праздновался в день после безоговорочной капитуляции милитаристской Японии 3 сентября 1945 года. С 1945 по 1947 годы являлся нерабочим днём. |
| 7 октября (нерабочий день)   | День Конституции СССР                                                               | День принятия Конституции СССР в 1977 году. С 1978 по 1991 год являлся нерабочим днём. |
| 29 октября                   | День рождения Комсомола                                                             | Комсомольское объединение молодежи было осуществлено 29 октября 1918 года и просуществовало (под разными названиями) до 27 сентября 1991 года. В День рождения комсомола награждали лучших представителей ВЛКСМ. В частности, именно в этот день вручалась премия Ленинского комсомола за выдающиеся достижения в области науки, техники, производства, культуры, в педагогической деятельности и труде. Лауреаты получали диплом, нагрудный знак и денежное вознаграждение.           |
| 7 и 8 ноября (нерабочие дни) | Годовщина Великой Октябрьской социалистической революции                            | Праздник в честь Октябрьской революции 1917 года. Праздновался в течение 2-х дней, 7 и 8 ноября. С 1918 года по 2004 год являлся нерабочим днём. С 1992 года праздничным выходным днём считался только один день — 7 ноября. В 1995 году носил название «День проведения военного парада на Красной площади в Москве в ознаменование двадцать четвёртой годовщины Великой Октябрьской социалистической революции (1941 год)». С 1996 года носит название «День согласия и примирения». |
| 5 декабря (нерабочий день)   | День Конституции СССР                                                               | День принятия сталинской конституции 1936 года, отмечался с 1936 по 1976 год. |